# 船越 (北九州市)
船越（ふなこし）は福岡県北九州市八幡西区の地名。船越一丁目から三丁目の町がある。住居表示実施済み。郵便番号は807-1111。

## 地理
八幡西区の南部西端に位置し、北に大平台、北東に大平、東に小嶺、南東に小嶺台、南に千代、南西に椋枝と接し、西に中間市と接する。

## 地域の特徴
町域の中央を南北に国道200号が縦断し、南端で県道280号植木上上津役線と分岐する。国道200号の東を北東から南に北九州高速4号線が走り、小嶺出入口（小嶺インター）で一般道と接続する。国道200号より西側は区画整理された住宅地で、東側は「香月市民の森」と呼ばれる19.6ヘクタールの生活環境保全林となっている。

## 歴史
1984年（昭和59年）までは東洋緑ケ丘と通称した。三丁目は東中鶴炭鉱跡である。

### 町名の由来
大字香月の字南舟越に由来する。

### 沿革
- 1984年（昭和59年）6月1日 - 船越一丁目 - 三丁目新設[5][6]。
- 1988年（昭和63年）6月1日 - 大字香月の一部が船越二丁目に編入[7][8]。

### 町名の変遷
| 実施内容          | 実施年月日               | 実施後     | 実施前                                   |
| ----------------- | ------------------------ | ---------- | ---------------------------------------- |
| 町名新設 住居表示 | 1984年（昭和59年）6月1日 | 船越一丁目 | 大字香月，大字下上津役の各一部           |
| 町名新設 住居表示 | 1984年（昭和59年）6月1日 | 船越二丁目 | 大字香月の一部                           |
| 町名新設 住居表示 | 1984年（昭和59年）6月1日 | 船越三丁目 | 大字香月，大字下上津役，大字小嶺の各一部 |

## 世帯数と人口
2025年（令和7年）3月31日現在（北九州市発表）の世帯数と人口は以下の通りである。
| 町         | 世帯数  | 人口    |
| ---------- | ------- | ------- |
| 船越一丁目 | 179世帯 | 344人   |
| 船越二丁目 | 500世帯 | 995人   |
| 船越三丁目 | 25世帯  | 26人    |
| 計         | 704世帯 | 1,365人 |

### 人口の変遷
国勢調査による人口の推移。
| 1995年（平成7年）  | 1,847人 | [ 9 ]  |  |
| 2000年（平成12年） | 1,718人 | [ 10 ] |  |
| 2005年（平成17年） | 1,635人 | [ 11 ] |  |
| 2010年（平成22年） | 1,475人 | [ 12 ] |  |
| 2015年（平成27年） | 1,518人 | [ 13 ] |  |
| 2020年（令和2年）  | 1,453人 | [ 14 ] |  |

### 世帯数の変遷
国勢調査による世帯数の推移。
| 1995年（平成7年）  | 557世帯 | [ 9 ]  |  |
| 2000年（平成12年） | 574世帯 | [ 10 ] |  |
| 2005年（平成17年） | 587世帯 | [ 11 ] |  |
| 2010年（平成22年） | 579世帯 | [ 12 ] |  |
| 2015年（平成27年） | 580世帯 | [ 13 ] |  |
| 2020年（令和2年）  | 575世帯 | [ 14 ] |  |

## 学区
市立小・中学校に通う場合、学区は以下の通りとなる。
| 町         | 街区・戸番 | 小学校               | 中学校               |
| ---------- | ---------- | -------------------- | -------------------- |
| 船越一丁目 | 全域       | 北九州市立千代小学校 | 北九州市立千代中学校 |
| 船越二丁目 | 全域       | 北九州市立千代小学校 | 北九州市立千代中学校 |
| 船越三丁目 | 全域       | 北九州市立千代小学校 | 北九州市立千代中学校 |

## 交通

### バス
域内のバス停と系統は以下の通りである。
| 運行事業者 | 運行事業者           | 西鉄バス北九州 | 西鉄バス北九州 | 西鉄バス北九州 | 西鉄バス北九州 | 西鉄バス北九州 | 西鉄バス北九州 | 西鉄バス北九州 | 西鉄バス北九州 | 西鉄バス北九州 | 西鉄バス北九州 | 西鉄バス北九州 | 西鉄バス筑豊 |
| 系統       | 系統                 | 40             | 41             | 50             | 53             | 57             | 75             | 76             | 77             | 143            | 150            | 快速           | 急行         |
| 停留所     | 船越団地             |                |                |                |                | ○              | ○              | ○              |                |                | ○              |                |              |
| 停留所     | 千代四丁目           | ○              | ○              |                |                | ○              | ○              | ○              | ○              | ○              | ○              |                |              |
| 停留所     | 千代ニュータウン入口 | ○              | ○              |                |                |                |                |                | ○              | ○              |                |                |              |
| 停留所     | 千代一丁目           | ○              | ○              |                |                |                |                |                | ○              | ○              |                |                |              |
| 停留所     | 小嶺インター口       | ○              | ○              | ○              | ○              |                |                |                | ○              | ○              |                | ○              | ○            |

### 道路
- 北九州高速4号線
  - 小嶺出入口
- 国道200号
- 県道280号植木上上津役線

## 施設

### 社会福祉施設
- 特別養護老人ホーム グランヴィラ大平

### 公園
- 香月市民の森
- 船越一丁目公園
- 船越二丁目公園
- 船越北公園
- 船越南公園